# A.S.D. Civitavecchia 1920
Associazione Sportiva Dilettantistica Civitavecchia 1920 là một câu lạc bộ bóng đá Ý đến từ Civilitavecchia, Lazio.

## Lịch sử
Nó được thành lập vào năm 1920 với tên là Socà Sportiva Civitavecchiese.

### ASD Civilitavecchia 1920
Câu lạc bộ địa phương lịch sử đã giải thể vào năm 2005, và khởi động lại một lần nữa từ Terza Cargetoria, giải đấu cuối cùng của giải đấu Ý, với tên hiện tại.
Vào năm 2007, câu lạc bộ đã mua danh hiệu thể thao của Unione Sportiva Civitavecchiese, vừa xuống hạng Eccellenza Lazio từ Serie D, để thăng hạng lên Serie D trong mùa giải đầu tiên của họ.
Trong mùa giải 2010-11, đội đã chơi ở Eccellenza Lazio A xếp hạng 2, nhưng vào ngày 5 tháng 8 năm 2011, đội đã được nhận vào Serie D để lấp chỗ trống.

## Màu sắc và huy hiệu
Màu sắc của câu lạc bộ là đen và xanh.